# Gemmula grandigyrata
Gemmula grandigyrata é uma espécie de gastrópode do gênero Gemmula, pertencente a família Turridae.